# Deutscher Tischtennis-Bund
Der Deutsche Tischtennis-Bund e. V. (DTTB) ist die Spitzenorganisation des deutschen Tischtennissports. In ihm sind als Mitglieder 18 deutsche Landesverbände zusammengeschlossen, sowie der Regionalverband Norddeutscher Tischtennis-Verband, denen wiederum über 9.000 Vereine und über 512.000 Mitglieder angehörten. Laut Satzung verfolgt er gemeinnützige Zwecke und wird haupt- und ehrenamtlich geführt.
Der DTTB vertrat vor dem Zweiten Weltkrieg den gesamtdeutschen Tischtennissport. Nach dem Zweiten Weltkrieg wurde der Tischtennissport in der DDR parallel durch den Deutschen Tischtennis-Verband der DDR vertreten. Nach dem Fall der Mauer wurde der DDR-Verband wieder in den DTTB integriert.

## Aufgaben des DTTB gemäß Satzung
- Vertretung aller Belange des inländischen Tischtennissports, für die die Mitgliedsverbände nicht zuständig sind.
- Vertretung des deutschen Tischtennissports gegenüber dem Ausland, Durchführung von Länderspielen
- Überwachung der inländischen Tischtennisverbände bzgl. des Einhaltens der Satzung, Vorgabe einer Wettspielordnung. Auslegung der internationalen Spielregeln für Deutschland.
- Kampf gegen Doping
- Überwachung des Spielbetriebs im Inland, Erstellung von Ranglisten
- Regelung des Einsatzes ausländischer Spieler (Stichwort Bosman-Urteil)
- Ausrichtung der nationalen deutschen Meisterschaften
- Ausrichtung der Bundesranglistenturniere
- Ausrichtung der internationalen deutschen Meisterschaften (erstmals 1925 durchgeführt)
- Tischtennis-Förderung der Jugend sowie des Leistungs-, Breiten- und Schulsports (zum Beispiel mini-Meisterschaften)

## Organe
Oberstes Organ ist der Bundestag als Legislative. Früher nannte sich dieses Organ „Bundeshauptversammlung“. Der Bundestag tritt jährlich im Juni zusammen. Das zweithöchste Organ ist der Beirat. Darunter folgen die Exekutivorgane bestehend aus Präsidium und Ausschüssen, die Rechtsprechungsorgane bestehend aus dem Sportgericht, dem Bundesgericht und dem Disziplinarorgan Anti-Doping sowie Kontrollorgane (Kontrollkommission, Haushaltsprüfungskommission, Antragsprüfungskommission, Lizenzierungskommission, Datenschutzbeauftragter).
|        |        |        |        |        |        |  |  |                                     |                                     |                                     |                                     | Bundestag                           |                                     |                                |                                |                                |                                |                                |                                |                       |                       |                              |                              |                              |                              |                              |                              |                    |                    |                         |                         |                         |                         |                         |                         |                           |                           |                             |                             |                             |                             |                             |                             |                         |                         |                         |                         |  |  |  |  |  |  |
|        |        |        |        |        |        |  |  |                                     |                                     |                                     |                                     |                                     |                                     |                                |                                |                                |                                |                                |                                |                       |                       |                              |                              |                              |                              |                              |                              |                    |                    |                         |                         |                         |                         |                         |                         |                           |                           |                             |                             |                             |                             |                             |                             |                         |                         |                         |                         |  |  |  |  |  |  |
| Beirat | Beirat | Beirat | Beirat | Beirat | Beirat |  |  | Exekutivorgane                      | Exekutivorgane                      | Exekutivorgane                      | Exekutivorgane                      | Exekutivorgane                      | Exekutivorgane                      |                                |                                | Rechtsprechungsorgane          | Rechtsprechungsorgane          | Rechtsprechungsorgane          | Rechtsprechungsorgane          | Rechtsprechungsorgane | Rechtsprechungsorgane |                              |                              | Kontrollorgane               | Kontrollorgane               | Kontrollorgane               | Kontrollorgane               | Kontrollorgane     | Kontrollorgane     |                         |                         |                         |                         |                         |                         |                           |                           |                             |                             |                             |                             |                             |                             |                         |                         |                         |                         |  |  |  |  |  |  |
| Beirat | Beirat | Beirat | Beirat | Beirat | Beirat |  |  | Exekutivorgane                      | Exekutivorgane                      | Exekutivorgane                      | Exekutivorgane                      | Exekutivorgane                      | Exekutivorgane                      |                                |                                | Rechtsprechungsorgane          | Rechtsprechungsorgane          | Rechtsprechungsorgane          | Rechtsprechungsorgane          | Rechtsprechungsorgane | Rechtsprechungsorgane |                              |                              | Kontrollorgane               | Kontrollorgane               | Kontrollorgane               | Kontrollorgane               | Kontrollorgane     | Kontrollorgane     |                         |                         |                         |                         |                         |                         |                           |                           |                             |                             |                             |                             |                             |                             |                         |                         |                         |                         |  |  |  |  |  |  |
|        |        |        |        |        |        |  |  | Präsidium                           | Präsidium                           | Präsidium                           | Präsidium                           | Präsidium                           | Präsidium                           |                                |                                | Sportgericht                   | Sportgericht                   | Sportgericht                   | Sportgericht                   | Sportgericht          | Sportgericht          |                              |                              | Kontrollkommission           | Kontrollkommission           | Kontrollkommission           | Kontrollkommission           | Kontrollkommission | Kontrollkommission |                         |                         |                         |                         |                         |                         |                           |                           |                             |                             |                             |                             |                             |                             |                         |                         |                         |                         |  |  |  |  |  |  |
|        |        |        |        |        |        |  |  | Präsidium                           | Präsidium                           | Präsidium                           | Präsidium                           | Präsidium                           | Präsidium                           | Ausschuss für Leistungssport   | Ausschuss für Leistungssport   | Ausschuss für Leistungssport   | Ausschuss für Leistungssport   | Ausschuss für Leistungssport   | Ausschuss für Leistungssport   | Sportgericht          | Sportgericht          |                              |                              | Kontrollkommission           | Kontrollkommission           | Kontrollkommission           | Kontrollkommission           | Kontrollkommission | Kontrollkommission | Bundesgericht           | Bundesgericht           | Bundesgericht           | Bundesgericht           | Bundesgericht           | Bundesgericht           |                           |                           | Haushaltsprüfungskommission | Haushaltsprüfungskommission | Haushaltsprüfungskommission | Haushaltsprüfungskommission | Haushaltsprüfungskommission | Haushaltsprüfungskommission |                         |                         |                         |                         |  |  |  |  |  |  |
|        |        |        |        |        |        |  |  | Ausschuss für Wettkampfsport        | Ausschuss für Wettkampfsport        | Ausschuss für Wettkampfsport        | Ausschuss für Wettkampfsport        | Ausschuss für Wettkampfsport        | Ausschuss für Wettkampfsport        | Ausschuss für Leistungssport   | Ausschuss für Leistungssport   | Ausschuss für Leistungssport   | Ausschuss für Leistungssport   | Ausschuss für Leistungssport   | Ausschuss für Leistungssport   |                       |                       | Disziplinarorgan Anti-Doping | Disziplinarorgan Anti-Doping | Disziplinarorgan Anti-Doping | Disziplinarorgan Anti-Doping | Disziplinarorgan Anti-Doping | Disziplinarorgan Anti-Doping |                    |                    | Bundesgericht           | Bundesgericht           | Bundesgericht           | Bundesgericht           | Bundesgericht           | Bundesgericht           | Antragsprüfungskommission | Antragsprüfungskommission | Antragsprüfungskommission   | Antragsprüfungskommission   | Antragsprüfungskommission   | Antragsprüfungskommission   | Haushaltsprüfungskommission | Haushaltsprüfungskommission |                         |                         |                         |                         |  |  |  |  |  |  |
|        |        |        |        |        |        |  |  | Ausschuss für Wettkampfsport        | Ausschuss für Wettkampfsport        | Ausschuss für Wettkampfsport        | Ausschuss für Wettkampfsport        | Ausschuss für Wettkampfsport        | Ausschuss für Wettkampfsport        | Ausschuss für Sportentwicklung | Ausschuss für Sportentwicklung | Ausschuss für Sportentwicklung | Ausschuss für Sportentwicklung | Ausschuss für Sportentwicklung | Ausschuss für Sportentwicklung |                       |                       | Disziplinarorgan Anti-Doping | Disziplinarorgan Anti-Doping | Disziplinarorgan Anti-Doping | Disziplinarorgan Anti-Doping | Disziplinarorgan Anti-Doping | Disziplinarorgan Anti-Doping |                    |                    |                         |                         |                         |                         |                         |                         | Antragsprüfungskommission | Antragsprüfungskommission | Antragsprüfungskommission   | Antragsprüfungskommission   | Antragsprüfungskommission   | Antragsprüfungskommission   | Lizenzierungskommission     | Lizenzierungskommission     | Lizenzierungskommission | Lizenzierungskommission | Lizenzierungskommission | Lizenzierungskommission |  |  |  |  |  |  |
|        |        |        |        |        |        |  |  | Ausschuss für Bildung und Forschung | Ausschuss für Bildung und Forschung | Ausschuss für Bildung und Forschung | Ausschuss für Bildung und Forschung | Ausschuss für Bildung und Forschung | Ausschuss für Bildung und Forschung | Ausschuss für Sportentwicklung | Ausschuss für Sportentwicklung | Ausschuss für Sportentwicklung | Ausschuss für Sportentwicklung | Ausschuss für Sportentwicklung | Ausschuss für Sportentwicklung |                       |                       |                              |                              |                              |                              |                              |                              |                    |                    | Datenschutzbeauftragter | Datenschutzbeauftragter | Datenschutzbeauftragter | Datenschutzbeauftragter | Datenschutzbeauftragter | Datenschutzbeauftragter |                           |                           |                             |                             |                             |                             | Lizenzierungskommission     | Lizenzierungskommission     | Lizenzierungskommission | Lizenzierungskommission | Lizenzierungskommission | Lizenzierungskommission |  |  |  |  |  |  |

## Geschichte des DTTB

### Gründung
Bereits vor der Gründung des DTTB – 10. Januar 1925 – wurde in Berlin die erste deutsche Meisterschaft mit internationaler Beteiligung ausgetragen, veranstaltet vom Tennis-Club 1900 Gelb-Weiß. Am 21. Februar 1925 trafen sich in München im Palais Preysing führende Persönlichkeiten aus Tennisvereinen, um einen Ausschuss zu gründen mit dem Ziel, den DTTB ins Leben zu rufen. Diesem Ausschuss gehörten Georg Lehmann (Gelb-Weiß Berlin), Ferdinand Gruber (Generalsekretär des Deutschen Tennis Bundes), Hans Oskar Simon (Pforzheim) sowie Vertreter der damaligen Berliner Vereine Borussia Berlin (Tennis), Gelb-Weiß Berlin (Tennis), Berliner Schlittschuhclub, Sportverein Zehlendorf und Lawn Tennis-Turnier-Club an.
Am 8. November 1925 wurde der DTTB in Berlin gegründet. Mehr als 30 Vereine beschlossen eine Satzung und eine Gebührenordnung und schrieben die Spielregeln fest. Die Zeitschrift Tennis und Golf wurde als Amtliches Organ des DTTB festgelegt. In den Vorstand wurden gewählt:
- Georg Lehmann (Berlin): Präsident
- Paul Steffenhagen (Berlin): Generalsekretär
- Fritz Zinn (Berlin): Schatzmeister
- Mevert (Pinneberg): Beisitzer
- E. Scheibner (Leipzig): Beisitzer

### Vor dem Zweiten Weltkrieg
Am 17. Januar 1926 fand in Berlin der erste deutsche Länderkampf statt. Lindenstaedt, Curt Gerstmann, F. L. Hoppe und Sprenkmann jun. besiegten England mit 8:4. In der Folgezeit nahm der DTTB Kontakte zu ausländischen Verbänden auf und betrieb – insbesondere forciert durch Georg Lehmann – die Gründung des Weltverbandes ITTF (Internationale Table Tennis Federation), die am 12. Dezember 1926 in London erfolgte.
In der Folge begann sich der TT-Betrieb zu organisieren. So wurde 1927 der Berliner Tischtennisverband als erster Verband innerhalb des DTTB gegründet. 1929 wurde Werner Arndt (Berlin) zum zweiten DTTB-Präsidenten gewählt. Unter seiner Leitung fand im Januar des Folgejahres in Berlin die Weltmeisterschaft statt. Inzwischen gab es in Deutschland mehr als 160 TT-Vereine. Um den Spielbetrieb zu organisieren, wurde 1930 das Reichsgebiet in die folgenden acht Bezirke aufgeteilt:
| Nr.  | Bezirk | Präsident                     |
| ---- | --- | ----------------------------- |
| I    | Berlin, Provinz Brandenburg | Bruno Rein (Berlin-Tempelhof) |
| II   | Provinz Pommern, Provinz Ostpreußen, Grenzmark Posen-Westpreußen                                                                       | Ed. Volgmann (Stettin)        |
| III  | Provinz Schleswig-Holstein, Freie Hansestadt Hamburg, Freie Hansestadt Bremen, Hansestadt Lübeck, Freistaat Oldenburg, Freistaat Lippe | Paul Mendel (Hamburg)         |
| IV   | Provinz Hannover, Provinz Westfalen, Freistaat Braunschweig, Freistaat Schaumburg-Lippe                                                | August König (Hannover)       |
| V    | Provinz Sachsen, Freistaat Thüringen, Freistaat Anhalt                                                                                 | Ernst Bernick (Magdeburg)     |
| VI   | Rheinprovinz, Provinz Hessen-Nassau, Volksstaat Hessen, Republik Baden, Pfalz (Bayern)                                                 |                               |
| VII  | Provinz Oberschlesien, Provinz Niederschlesien, Freistaat Sachsen                                                                      | Karl Matthaeß (Dresden)       |
| VIII | Freistaat Bayern (ohne Rheinpfalz), Volksstaat Württemberg                                                                             |                               |

Im Oktober 1932 erschien die erste Ausgabe der Zeitschrift Tischtennis, dem Vorläufer vom Deutschen Tischtennis Sport. Dies wurde nun das offizielle Organ des DTTB. 1932 fand der erste offizielle Länderkampf statt, in dem die deutsche Mannschaft in Berlin der Tschechoslowakei mit 4:5 unterlag.
1933 erfolgte ein Einschnitt. Im Zuge der Arisierung mussten die „nicht-arischen“ Funktionäre Sportwart Herbert Caro und Schatzmeister Fritz Zinn zurücktreten. Auch einige Spitzenspieler, etwa Heinz Nickelsburg und Daniel Prenn, verließen aus den gleichen Gründen Deutschland. Das Reichsgebiet wurde neu aufgeteilt in die folgenden 16 Gaue:
- Gau 1 Ostpreußen (Sitz in Königsberg)
- Gau 2 Pommern (Stettin)
- Gau 3 Brandenburg / Berlin Kurmark (Berlin)
- Gau 4 Schlesien (Breslau)
- Gau 5 Sachsen (Dresden)
- Gau 6 Mitte (Magdeburg)
- Gau 7 Nordmark (Hamburg)
- Gau 8 Niedersachsen (Braunschweig)
- Gau 9 Westfalen (Hagen)
- Gau 10 Niederrhein (Rheinhausen)
- Gau 11 Mittelrhein (Köln)
- Gau 12 Hessen (Gießen)
- Gau 13 Süd-West (Saarbrücken)
- Gau 14 Baden (Freiburg)
- Gau 15 Württemberg (Stuttgart)
- Gau 16 Bayern (München).[13]

Nach dem Anschluss Österreichs 1938 wurde der „Gau 17 Ostmark / Deutsch-Österreich“ eingerichtet.
Jeder Gau ermittelte jährlich den Gau-Mannschaftsmeister für Frauen und Männer, der dann in einer zentralen Veranstaltung um die Deutsche Mannschaftsmeisterschaft spielte.
1934 wurde der DTTB als Fachgruppe Tischtennis im Fachamt Tennis in den Deutschen Reichsbund für Leibesübungen DRL überführt. Ab 1. Januar 1936 löste er sich vom Fachamt Tennis und wurde als selbständiger Verband Mitglied des DRL, unterstand diesem dann disziplinarisch.
Im Dezember 1935 wurde Heinrich Ehrenbrecht (Magdeburg) der dritte DTTB-Präsident, damals Bundesführer genannt. In den Kriegswirren brach der organisierte Tischtennissport weitgehend zusammen.

### Nach dem Zweiten Weltkrieg
Die erste Deutsche Meisterschaft nach Kriegsende wurde am 8./9. Dezember 1946 in Heppenheim ausgetragen. Am 25. März 1947 folgte die Gründung der Tischtennis-Auskunftsstelle in Essen auf Betreiben von Jupp Schlaf. Die Bezeichnungen „Bund“ oder „Ausschuss“ waren von den Besatzungsmächten verboten, erst ab 7. August 1948 durfte sich die Organisation Deutscher Tischtennis-Ausschuss nennen. Dies geschah in Bad Hersfeld auf Betreiben von Fritz Rosinus.
Eine wichtige Aufgabe waren Bestrebungen, das isolierte Deutschland wieder international hoffähig zu machen. Am 22. und 23. Januar 1949 kam es zu der ersten internationalen Begegnung nach dem Krieg mit einem ausländischen Verein. Blau-Weiß Zürich weilte in Süd-Württemberg und spielte gegen Balingen (6:3 für Zürich) und gegen den SSV Reutlingen 05. Am 19. Februar 1949 kam es zu einer weiteren internationalen Begegnung in Lörrach. Die französische Militärregierung genehmigte einen Wettkampf zwischen einer Baseler Auswahl und dem TTC Lörrach, den Lörrach mit 9:4 gewann.
In Witzenhausen wurde die Gründung des DTTB unter dem Namen Deutscher Tischtennis-Ausschuss (DTTA) am 16. Juli 1949 vorbereitet. Beim 1. Bundestag in Bad Homburg vor der Höhe am 29./30. Oktober 1949 wurde die Gründung dann juristisch vollzogen. Als Name wurde Deutscher Tischtennis-Bund gewählt, Karl-Heinz Eckardt (Hamburg) wurde der 4. Präsident des DTTB. Eine Satzung, die maßgeblich von Beckenkamp (Haan) entworfen wurde, wurde verabschiedet. Daneben gehörten dem Präsidium an:
- Vizepräsident: Walter Durst (Gräfelfing)
- Geschäftsführer: Jupp Schlaf (Lübeck)
- Schatzmeister: Heinz Erhardt (Neuhaus bei Paderborn)
- Bundessportwart: Kurt Buhlmann (Köln)
- Kassierer: Josef Flormann (Nordrhein-Westfalen)
- Jugendwart: Harry Onasch (Bayern)
- Damenwartin: Anni Gries (Bremen)
- Pressewart: Rudolf Gerlach (Niedersachsen)
- 1. Beisitzer: Jakob Müller (Speyer)
- 2. Beisitzer: Erwin Müller (Berlin)
- 3. Beisitzer: wird freigehalten für einen Vertreter der DDR, später jedoch mit Peter Bunn (Hessen) besetzt.

Als Hauptsitz des DTTB wurde Bad Homburg festgelegt. 3200 Vereine mit 120.000–150.000 Aktiven (ohne die DDR / damals „Ostzone“) gehörten damals dem DTTB an und finanzierten ihn durch eine jährliche Abgabe von 3 DM.
Den ersten Länderkampf nach dem Krieg verlor Deutschland am 24. Januar 1950 in Gelsenkirchen (im Hans-Sachs-Haus) in der Besetzung Dieter Mauritz, Heinz Raack und Helmuth Hoffmann gegen Schweden (Tage Flisberg, Bengt Grive, Gunnar Frederiksson) mit 5:4. Der Schwede Gunnar Ollén, damals Vizepräsident des Weltverbandes ITTF, genehmigte diesen Wettkampf, obwohl Deutschland noch nicht Mitglied des ITTF war. Diese Genehmigung war derart umstritten, dass Ollén im gleichen Jahr das Amt des ITTF-Vizepräsidenten aufgeben musste.
Im März 1951 wurde Gesamtdeutschland Mitglied im Weltverband ITTF (nachdem sich dieser geweigert hatte, die BRD und die DDR getrennt aufzunehmen). Das Saarland wurde eigenständig als „goodstanding-Mitglied“ in den ITTF aufgenommen. 1953 wurden gesamtdeutsche Meisterschaften mit Teilnahme des Saarlandes in Herford ausgetragen. An der deutschen Mannschaftsmeisterschaft der Herren 1954 nahmen erstmals keine Mannschaften der DDR teil. Die DDR wollte nicht ihre Vereinsmannschaften Motor Jena und Lokomotive Stendal spielen lassen, sondern mit zwei Auswahlmannschaften antreten. Dies lehnte der DTTB ab. Bei der später stattfindenden Damen-Mannschaftsmeisterschaft in Eisenach räumte die DDR diese Probleme aus, es wurde eine gesamtdeutsche Meisterschaft. In der Saison 1954/55 starteten die saarländischen Mannschaften 1. FC Saarbrücken und TV Beckingen in der Herren-Oberliga Südwest. Am 12. August 1955 wurde der DTTB eingetragener Verein EV (Amtsgericht Berlin-Charlottenburg Nr. 66 VR 2323 Nz). Das Generalsekretariat des DTTB verlegte seinen Sitz ein Jahr später von Lübeck nach Frankfurt am Main. Der saarländische TT-Bund beschloss im gleichen Jahr einstimmig, dem DTTB als Mitgliedsverband beizutreten. Die offizielle Eingliederung erfolgte im Oktober 1956. Bei der Weltmeisterschaft in Stockholm 1957 trat letztmals (vor der Maueröffnung) eine gesamtdeutsche Mannschaft auf.
1958 wurde Carl Adloff (Düsseldorf) der 5. Präsident des DTTB. Am 2. August dieses Jahres endete die gesamtdeutsche Mitgliedschaft im Weltverband ITTF. Im Vorfeld hatte die DDR die Auflösung des „Arbeitsausschuss Gesamtdeutscher Tischtennis-Sport“ betrieben und beim ITTF beantragt, als selbständige Mitglied aufgenommen zu werden. Darauf nahm der ITTF den DTTB und den Tischtennisverband der DDR als „provisorische“ Mitglieder auf. Die endgültige Aufnahme musste beim nächsten ITTF-Kongress beschlossen werden, die offizielle Eingliederung erfolgte im Oktober 1956. Der DTTB richtete 1959 die Tischtennis-Weltmeisterschaft in Dortmund aus. 1961 wurde Kurt Entholt (Bremen) der 6. Präsident des DTTB. Die Europameisterschaft 1962 wurde in West-Berlin ausgetragen. Aus Protest gegen diesen Austragungsort nahmen alle Ostblockländer außer Jugoslawien an dieser Meisterschaft nicht teil.
Wegen der Affäre um Martin Ness trat die Mehrheit des Sportausschusses im Februar und März 1965 zurück, im gleichen Jahr wurde Dieter Mauritz (Gütersloh) der 7. Präsident des DTTB. Mit Vilim Harangozo stellte der Verband 1965 den ersten Bundestrainer ein. Am 10. September 1966 begann die erste Bundesligasaison. Die Tischtennisweltmeisterschaft 1969 wurde in München ausgerichtet. Von 1971 bis 1974 war Hans Alsér, ihm folgte bis 1979 Christer Johansson. Eine zweigeteilte Damen-Bundesliga wurde 1972 eingeführt. Eine Einladung von Bundesaußenminister Walter Scheel an die deutsche TT-Nationalmannschaft, ihn auf seiner China-Reise zu begleiten, lehnte diese im gleichen Jahr mit der Begründung, Tischtennis halte sich aus der Politik heraus, ab. 1975 beschloss die Bundeshauptversammlung in Bad Krozingen eine neue Satzung und Wettspielordnung. Seit 1977 toleriert der DTTB im Vereinsnamen den Namen von Firmen. 1978 fand die Europameisterschaft in Duisburg statt. 1979 wurde Istvan Korpa Bundestrainer.
Erstmals wurden 1980 Seniorenmeisterschaften (Spieler ab dem vierzigsten Lebensjahr) in den Individualwettbewerben durchgeführt. Auf der Bundeshauptversammlung in Kassel 1981 wurde Hans Wilhelm Gäb (Düsseldorf) zum 8. Präsidenten des DTTB berufen, daneben gab es weitere Umgruppierungen in der Führung. Am 12. Dezember 1981 wurde in Kleve das Arbeitsverhältnis mit Jupp Schlaf vom Vorstand des DTTB fristlos gekündigt („Verstöße gegen die Interessen des DTTB“). Das Nationale Olympische Komitee nahm den DTTB 1982 in München auf. 1983 wurde Jochen Leiß Bundestrainer, der Franzose Charles Roesch Cheftrainer (bis 1989).
Die ersten deutschen Meisterschaften für Senioren – das sind Spieler ab dem vierzigsten Lebensjahr – wurden 1984 durchgeführt. Sieger bei den Herren wurde SV Weißblau-Allianz München, bei den Damen Kieler TTK Grün-Weiß. Eine weitere Weltmeisterschaft konnte 1989 in Dortmund ausgerichtet werden. Im gleichen Jahr wurde Eva Jeler Cheftrainerin und es wurde die Ausländerbeschränkung auf der Bundeshauptversammlung in Königslutter aufgehoben.
Im Januar 1990 vereinbarten in Hannover der DTTB und DTTV (TT-Verband der DDR) eine enge Zusammenarbeit. Später wurde beschlossen, dass sich der DTTV am Ende des Jahres auflöst und die Verbände der DDR in den DTTB integriert werden. 1992 fand die Europameisterschaft in Stuttgart statt. Walter Gründahl (Kiel) wurde 1994 der 9. Präsident des DTTB. In diesem Jahr wurde die Bundesliga auf zwölf Mannschaften aufgestockt gemäß einem Beschluss der Bundeshauptversammlung in Münster (Westfalen). Das Lizenzspielerstatut trat ebenfalls 1994 in Kraft: Die Vereine der 1. Bundesliga müssen beim Ligaausschuss nachweisen, dass sie wirtschaftlich gesund sind, und eine Lizenz beantragen. Die Spieler sind Angestellte des Vereins mit Arbeitsverträgen, welche unter anderem die Lohnfortzahlung im Krankheitsfall regeln. 1996 wurde Hans Giesecke (Bremen) der 10. Präsident des DTTB. In diesem Jahr wurde die Bundesliga wieder auf zehn Mannschaften reduziert gemäß einem Beschluss der Bundeshauptversammlung in Bremen. Das Bosman-Urteil 1996 hatte zur Folge, dass von den 72 gemeldeten Bundesligaspielern 43 aus dem Ausland stammten. Neue Bundestrainer wurden 1997 Glenn Östh (Schweden) für die Herren (bis 1998) und Martin Adomeit für die Damen.
1998 erhielt der DTTB ein neues Logo. Der Adler wurde abgelöst durch die Andeutung eines angreifenden Tischtennisspielers. Entworfen wurde das neue Logo von Ira und Frank Hugger unter der Leitung von Dieter Fröbisch (Fachhochschule für Gestaltung und Design in Wiesbaden) 1999 wurde Dirk Schimmelpfennig Bundestrainer, Richard Prause betreute den Nachwuchs. Zudem wurde Walter Gründahl 1999 der 11. Präsident des DTTB. Ein Jahr später konnte die Europameisterschaft in Bremen ausgerichtet werden. Richard Prause wurde 2000 Bundestrainer der Damen und 2004 Bundestrainer der Herren. Als Damentrainer löste ihn 2004–2005 Tobias Beck ab. Zum 12. Präsident des DTTB wurde 2005 Thomas Weikert gewählt. Jörg Bitzigeio war von 2006 bis 2012 Bundestrainer der Damen. Nach 26 Jahren Tätigkeit schied Eberhard Schöler 2007 aus dem DTTB-Präsidium aus. Ein Jahr nach seiner Wahl zum Präsidenten der Internationalen Table Tennis Federation (ITTF) legte Thomas Weikert sein Amt als DTTB-Präsident nieder. Zu seinem Nachfolger wurde Michael Geiger einstimmig gewählt. Im Dezember 2021 wurde er von Claudia Herweg abgelöst. Sie war die erste Präsidentin des DTTB und bis November 2023 im Amt. Ihr folgte Andreas Hain.
Im Rahmen der Einzelweltmeisterschaften in Düsseldorf wurde Eberhard Schöler 2017 zum Ehrenkapitän der Nationalmannschaft ernannt.
Weitere Details sind in Jupp Schlaf beschrieben.

### Mehrfach-Spielberechtigung
Im März 2024 änderte der DTTB-Bundesrat die Wettspielordnung und erlaubte eine spezielle Mehrfach-Spielberechtigung: Wer bei einem ausländischen Verein aktiv ist darf gleichzeitig auch bei einem deutschen Verein spielen, allerdings nur in einer Spielklasse unterhalb der Bundesligen, also maximal in der Regionalliga.

### Wichtige Themen
- Verbot / Zulassung von Werbung an Banden und Trikots (1970er Jahre)
- Ablösesummen für Spieler bei Vereinswechsel (1970er Jahre)
- Sportbetrieb mit der DDR

## Die Präsidenten
| Nr. Amtszeit | Nr. Präs. | Präsident            | Amtszeit  |
| ------------ | --------- | -------------------- | --------- |
| 1.           | 1.        | Georg Lehmann        | 1925–1929 |
| 2.           | 2.        | Werner Arndt         | 1929–1935 |
| 3.           | 3.        | Heinrich Ehrenbrecht | 1935–1945 |
| 4.           | 4.        | Karl-Heinz Eckardt   | 1949–1957 |
| 5.           | 5.        | Carl Adloff          | 1958–1961 |
| 6.           | 6.        | Kurt Entholt         | 1961–1965 |
| 7.           | 7.        | Dieter Mauritz       | 1965–1981 |
| 8.           | 8.        | Hans Wilhelm Gäb     | 1981–1994 |
| 9.           | 9.        | Walter Gründahl      | 1994–1996 |
| 10.          | 10.       | Hans Giesecke        | 1996–1999 |
| 11.          | 9.        | Walter Gründahl      | 1999–2005 |
| 12.          | 11.       | Thomas Weikert       | 2005–2015 |
| 13.          | 12.       | Michael Geiger       | 2015–2021 |
| 14.          | 13.       | Claudia Herweg       | 2021–2023 |
| 15.          | 14.       | Andreas Hain         | 2023–2024 |
| 16.          | 15.       | Konrad Grillmeyer    | 2024–     |

Im Rahmen einer Strukturreform des Deutschen Tischtennis-Bunds wurde im Herbst 2024 die Position eines Vorstandsvorsitzenden geschaffen. Dieser wird vom Präsidium, das nun als Aufsichtsrat fungiert, berufen.

## Die Vorstandsvorsitzenden
| Zeitraum  | Vorstandsvorsitzender |
| --------- | --------------------- |
| 2024–2025 | Andreas Hain          |
| 2025–     | Wolfgang Dörner       |

## Generalsekretariat
Erster Generalsekretär war Paul Steffenhagen, der Präsident des Tennis Club Rot-Weiß Berlin. Dieses Amt hatte er von 1925 bis 1945 inne. Sitz des Generalsekretariats war die Agricolastraße in Berlin. Nach dem Zweiten Weltkrieg übernahm ab 1947 Jupp Schlaf das Amt, das er bis 1981 innehatte. Das Sekretariat wurde nach Essen verlegt, zunächst in die Dortmunder Straße, später ins Deutschlandhaus. 1949 übersiedelte es nach Lübeck, wo der damalige Präsident Karl-Heinz Eckardt residierte. Präsidium und Sekretariat waren aus Kostengründen bis 1951 in einem Gebäude untergebracht. Dann mietete der DTTB für das Sekretariat eigene Räume.
Im Mai 1956 zog das Sekretariat nach Frankfurt am Main um, da man sich von der zentralen Lage Vorteile versprach. Bis 1964 befand es sich in der Spohrstraße, danach in der Souchaystraße im Stadtteil Sachsenhausen und heute – zusammen mit vielen anderen Sportverbänden – in der Otto-Fleck-Schneise.
1981 wurde Norbert Wolf Nachfolger von Jupp Schlaf. Es folgten
- Klaus Weber (1990–1992)
- Walter Gründahl (1992–1994)
- Norbert Englisch (1994–2000)
- Jürgen Albert (2000–2001)
- Matthias Vatheuer (2002–2024)

Das Generalsekretariat wurde 2024 durch das Vorstandsgremium ersetzt.

## Zusammenführung DTTB und DTTV
Nach der Deutschen Wiedervereinigung beantragte der Deutsche Tischtennis-Verband der DDR (DTTV) mit seinen Landesverbänden die Aufnahme in den DTTB. Nach ausführlichen Beratungen beider Verbände nahm der DTTB am 19. Oktober 1990 in einer Sitzung in Frankfurt am Main den Antrag an, im Beisein der Vertreter der sechs Ostverbände Klaus Lehmann (Brandenburg), Berthold Gerber (Sachsen), Hans-Peter Höffer (Mecklenburg-Vorpommern), Helmut Roscher (Thüringen), Werner Lüderitz (Sachsen-Anhalt) und Bernhard Czapla (Berlin Ost). Auf einem außerordentlichen Verbandstag am 2. Dezember 1990 in Berlin beschloss der DTTV seine Auflösung, die am 31. Dezember 1990 wirksam wurde. Danach erfolgte die Zusammenführung der Verbände. Die Ostdeutschen Heinz Schneider und Klaus Lehmann (Präsident des TTV Brandenburg) wurden als Beisitzer im DTTB-Vorstand gewählt.
Bei den ostdeutschen Mannschaftsmeisterschaften wurde die Saison 1990/91 noch ausgespielt. Die beiden Tabellenersten stiegen in die 2. Bundesliga auf. Dies waren bei den Herren BSG Elektronik Gornsdorf und St. Bad Salzungen, bei den Damen BSG Lokomotive Leipzig-Mitte und KSV Erdgas Berlin.

## Bundestrainer
Sportdirektor ist Richard Prause. Die Herren werden von Jörg Roßkopf, die Damen von Tamara Boroš betreut. Um den Nachwuchs kümmern sich Xiaoyong Zhu (Jungen), Jie Schöpp (15/18 weiblich), Dustin Gesinghaus (19/15 männlich), Richard Hoffmann (15/19 männlich) und Lara Broich (Schülerinnen).

## Ausländerregelung
Jeder Verband legt die Regelung, wie viele Ausländer in einer Mannschaft eingesetzt werden dürfen, für diejenigen Spielklassen fest, für die er verantwortlich ist. Der DTTB ist für die Bundesligen zuständig, die Regional- und Mitgliedsverbände für die unteren Klassen.

### Beschränkung 1985
1985 beschloss der DTTB bei der 26. Bundeshauptversammlung in Mainz, ab der Saison 1987/88 die Spielerlaubnis für Ausländer einzuschränken. Bei Mannschaftsmeisterschaften darf in jeder Mannschaft nur noch maximal ein Ausländer eingesetzt werden. Spielberechtigt ist ein Ausländer nur dann, wenn er mindestens ein Jahr lang nicht mehr für seinen nationalen Heimatverband gestartet ist. In der Zeit seines Einsatzes in einer deutschen Mannschaft darf er nicht für seinen nationalen Verband oder für einen anderen Verein spielen. War ein Spieler bisher noch nicht für einen ausländischen Verein oder Verband spielberechtigt, dann darf er eingesetzt werden.
Im Vorfeld hatte es heftige Diskussionen um diese Ausländerregelung gegeben. Die Befürworter – allen voran Präsident Hans Wilhelm Gäb und Sportwart Eberhard Schöler – führten an:
- Ausländer nehmen den deutschen Spielern die Spitzenplätze in den Mannschaften weg. Dadurch wird das deutsche Tischtennis in der Öffentlichkeit als zweitklassig wahrgenommen.
- Ausländische Spieler nutzen die hervorragende Infrastruktur innerhalb des DTTBs. Sie verdienen ihren Lebensunterhalt, steigern ihr Leistungsvermögen und damit ihre Überlegenheit gegenüber Deutschland bei internationalen Veranstaltungen.
- Schränkt man den Einsatz von Ausländern ein, dann werden in den Vereinen Mittel frei für die Nachwuchsarbeit.

Gegner der Regelung – vor allem die Bundesligavereine und deren Interessenvertreter Wilfried Lieck und Dieter Stumpe – befürchteten:
- Rückgang der Zuschauerzahlen bei Mannschaftskämpfen der Bundesliga, da diese weniger attraktiv würden.
- Rückzug von Sponsoren
- Die Regelung sei ausländerfeindlich.

Literatur
- Zeitschrift DTS, 1986/6, S. 14–20.
- Zeitschrift DTS, 1986/7, S. 5–7.
- Zeitschrift DTS, 1986/8, S. 22–27.

### Aufhebung der Beschränkung 1989
Im Juli 1989 hob der DTTB bei der Bundeshauptversammlung in Königslutter die Beschränkung wieder auf. In der 1. und 2. Bundesliga dürfen wieder Ausländer eingesetzt werden, die für ihren nationalen Verband international aktiv sind.
Im Juni 2000 versuchte der DTTB durch eine Regelung eine Mindestquote für die Anzahl der gemeldeten deutschen Spieler einzuführen, was vom Bundesgericht verhindert wurde (siehe Bosman-Entscheidung#Verwandte Fälle).

## Verbände im DTTB

### Mitgliedsverbände
Bei den Mitglieds- oder Landesverbänden handelt es sich meist um eingetragene Vereine. Sie selbst gliedern sich in Bezirke und diese wiederum in Kreise. Die Verbände sind zuständig für den Spielbetrieb in ihrem Gebiet unterhalb der Ober- und Regionalliga. Hier können sie auch Regelungen einführen, die von den DTTB-Regelungen für Profiligen abweichen. Beispiele dafür sind die Mannschaftsstärke (Spieler pro Mannschaft) oder die Ausländerregelung.
Die aktuell 19 Mitgliedsverbände sind seit Sommer 2010 in acht Regionen zusammengefasst. Zuvor gehörten die meisten von ihnen Regionalverbänden an.
| Region | Verband                      | Gründungs jahr | Sitz        | Anzahl Mannschaften | Anzahl Vereine |
| ------ | ---------------------------- | -------------- | ----------- | ------------------- | -------------- |
| 1      | Bayerischer TTV              | 1945           | München     | 7.869               | 1.631          |
| 2      | TTV Niedersachsen            | 1947           | Hannover    | 7.992               | 1.554          |
| 3      | Westdeutscher TTV            | 1931           | Duisburg    | 7.834               | 1.348          |
| 4      | Hessischer TTV               | 1946           | Pohlheim    | 5.332               | 1.037          |
| 5      | Badischer TTV                | 1946           | Leimen      | 1.472               | 287            |
| 5      | Südbadischer TTV             | 1948           | Appenweier  | 1.327               | 236            |
| 5      | TTV Württemberg-Hohenzollern | 1946           | Stuttgart   | 4.748               | 805            |
| 6      | Berliner TTV                 | 1927           | Berlin      | 657                 | 99             |
| 6      | TTV Brandenburg              | 1990           | Strausberg  | 465                 | 143            |
| 6      | FTT Bremen                   | 1951           | Bremen      | 280                 | 56             |
| 6      | Hamburger TTV                | 1948           | Hamburg     | 722                 | 111            |
| 6      | TTV Mecklenburg-Vorpommern   | 1990           | Rostock     | 370                 | 124            |
| 6      | TTV Schleswig-Holstein       | 1947           | Kiel        | 1.789               | 414            |
| 7      | Pfälzischer TTV              | 1950           | Landau      | 1.106               | 205            |
| 7      | TTV Rheinland/Rheinhessen    | 2020           | Koblenz     | 2.115               | 444            |
| 7      | Saarländischer TT-Bund       | 1946           | Saarbrücken | 673                 | 136            |
| 8      | TTV Sachsen-Anhalt           | 1990           | Halle/S.    | 1.034               | 243            |
| 8      | Sächsischer TTV              | 1990           | Dresden     | 1.773               | 316            |
| 8      | Thüringer TTV                | 1990           | Erfurt      | 1.029               | 292            |
|        | DTTB gesamt                  |                |             | 48.587              | 9.489          |

1. ↑  Quelle: Angaben der Mitgliedsverbände – zusammengestellt von Winfried Stöckmann.
2. ↑  Bei den Mannschaften sind 95 Jugendmannschaften enthalten, die einen eigenständigen Spielbetrieb außerhalb des TTVB durchführen.

### Ehemalige Verbände
Die Regionalverbände waren Mitglieder des DTTB, was durch eine entsprechende Satzungsänderung am 8. Juni 2002 auch formal vollzogen wurde. Sie sollten den Spielbetrieb und die Interessen benachbarter Landesverbände koordinieren. Sie betrieben bis Juli 2010 die Regional- und Oberligen, seitdem wird dieser Betrieb vom DTTB durchgeführt. Danach wurden die Regionalverbände aufgelöst.
| Regionalverband              | Gründungsjahr | Sitz      | Jahr der Auflösung/Anmerkung     |
| ---------------------------- | ------------- | --------- | -------------------------------- |
| Norddeutscher TTV (NTTV)     | 1961          | Helmstedt | ?                                |
| Süddeutscher TTV (STTV)      | 1962          | München   | 2011                             |
| Südwestdeutscher TTV (SWTTV) | 1951          | Gensingen | 2012                             |
| Westdeutscher TTV (WTTV)     | 1931          | Duisburg  | Besteht als Landesverband weiter |

Durch Fusion aufgelöst haben sich außerdem mit Wirkung zum 1. Januar 2020 die Mitgliederverbände RTTV und der TTVR.
| Mitgliederverband                         | Gründungsjahr | Sitz    | Jahr der Auflösung | Anmerkung                     |
| ----------------------------------------- | ------------- | ------- | ------------------ | ----------------------------- |
| Rheinhessischer Tischtennisverband (RTTV) | 1949          |         | 2020               | Fusion mit dem TTVR zum RTTVR |
| Tischtennisverband Rheinland (TTVR)       | 1949          | Koblenz | 2020               | Fusion mit dem RTTV zum RTTVR |

## Philatelie
Die Deutsche Bundespost Berlin würdigte das 60-jährige Jubiläum vom Deutschen Tischtennis-Bund am 21. Februar 1985 mit einer Briefmarke. Der Nominalwert betrug 1,20 DM und der Zuschlag für den Sport 0,60 DM (Michel-Katalog Nr. 733). Dazu gab es einen Ersttagsstempel am 21. Februar 1985 in Berlin und Ersttagsblätter der Deutschen Bundespost.
Der Entwurf dieser Briefmarke war von Fritz-Dieter Rothacker. Der Druck erfolgte im Vierfarben Rastertiefdruck durch die Bundesdruckerei Berlin in einer Auflage von 2.610.000 Stück.
Es existieren Briefmarken mit dem Stempelaufdruck „Muster“ der an einen besonderen Personenkreis (Presse etc.) abgegeben wurde.
Als Geschenk wurden Klappkarten mit dem Postwertzeichen und der faksimilierten Unterschrift vom Bundesminister für das Post- und Fernmeldewesen Christian Schwarz-Schilling von der Bundesdruckerei hergestellt.